# Laberlière
Laberlière ist eine französische Gemeinde mit 200 Einwohnern (Stand: 1. Januar 2022) im Département Oise in der Region Hauts-de-France (vor 2016 Picardie). Sie gehört zum Kanton Thourotte und zum Arrondissement Compiègne. 

## Lage und Infrastruktur
Die Gemeinde grenzt im Norden und im Osten an Roye-sur-Matz, im Süden an Ricquebourg und im Westen an Biermont.
Die ehemalige Route nationale 38 tangiert Laberlière.

## Bevölkerungsentwicklung
| Jahr      | 1962 | 1968 | 1975 | 1982 | 1990 | 1999 | 2008 | 2015 |
| --------- | ---- | ---- | ---- | ---- | ---- | ---- | ---- | ---- |
| Einwohner | 176  | 166  | 151  | 148  | 146  | 168  | 174  | 195  |

## Sehenswürdigkeiten
Siehe: Liste der Monuments historiques in Laberlière